# Brandon Larracuente
Brandon Larracuente, né le 16 novembre 1994 à Pleasantville (New York) aux États-Unis, est un acteur connu pour ses rôles dans les séries télévisées 13 Reasons Why et Bloodline.

## Filmographie
- 2013 : The Glades : Kid
- 2014 : Every Witch Way : Joshua
- 2014 : Constantine : Mateo Lopez
- 2014 : Grey's Anatomy, saison 11 épisode 17 : "With or without you" (série télévisée) : Danny
- 2016 : Max Steel : Attentive Kid
- 2017 : Baywatch : Alerte à Malibu : un skateboarder
- 2017 : Bright : Mike Télévision
- 2015-2017 : Bloodline (série télévisée) : Ben Rayburn
- 2017-2018 : 13 Reasons Why (série télévisée) : Jeff Atkins
- 2020 : Party of Five (série télévisée) : Emilio Acosta
- 2022 : The Good Doctor (série télévisée) : Daniel Perez
- 2025 : On Call (série télévisée) : l'officier Alex Diaz